# Заказ (фильм)
«Заказ» — российский художественный фильм 2005 года режиссёра Веры Глаголевой.

## Сюжет
Анна любила своего мужа, но он ушёл от неё. Началась депрессия, и молодая женщина стала думать о самоубийстве. Однажды она стала свидетельницей несчастного случая. Новый знакомый Олег успокаивает её, но ей кажется, что он имеет какое-то отношение к этому происшествию. Предположение перерастает в уверенность, когда Анна вновь становится свидетельницей убийства, и снова рядом оказывается Олег. Думая о том, что он — киллер, Анна выслеживает его, приходит к нему домой и заказывает собственное убийство.

## В ролях
| Актёр              | Роль               |
| ------------------ | ------------------ |
| Наталия Вдовина    | Анна               |
| Александр Балуев   | киллер Олег        |
| Лариса Гузеева     | Галя, подруга Анны |
| Владимир Стержаков | Натан              |
| Олег Царёв         | Александр          |
| Анна Носатова      | Лена               |
| Александр Яковлев  | хозяин дачи        |

## Создание
Спустя 15 лет после первой режиссёрской работы «Сломанный свет» Глаголева вновь обратилась к режиссуре. Сценарий предложил Сергей Ашкенази. Глаголева снималась в фильме «Я сама» по его сценарию. Хотя сценарист считал, что в фильме должна сыграть сама Глаголева, она пригласила на главную роль Наталью Вдовину. В главной мужской роли снялся Александр Балуев, которого режиссёр считает своим талисманом: актёр снимается во всех её фильмах, и они были партнёрами в сериалах «Маросейка,12» и «Наследницы». 
Песню «Сны», звучащую в фильме, написал по просьбе Веры Глаголевой Александр Розенбаум, с которым она подружилась во время игры в «Форте Боярд», где Вера выступала в его команде. Аранжировка песни — группа «Art Ceilidh» (Арт Кейли).
Фильм снимался по заказу телеканала «ТВ Центр» и был представлен на «Кинотавре» и  Московском Международном кинофестивале, но фестивальных наград не получил .

## Награды
- 2005 — 3-й международный кинофестиваль стран Азиатско-Тихоокеанского региона «Меридианы Тихого» во Владивостоке — приз зрительских симпатий[5]
- 2005 — кинофестиваль «Амурская осень» в Благовещенске — приз за лучшую операторскую работу (Александр Носовский)[6]